# Al Rollins
Elwin Ira "Al" Rollins, född 9 oktober 1926, död 27 juli 1996, var en kanadensisk professionell ishockeymålvakt och ishockeytränare.
Han tillbringade nio säsonger i den nordamerikanska ishockeyligan National Hockey League (NHL), där han spelade för Toronto Maple Leafs, Chicago Black Hawks och New York Rangers. Rollins släppte in i genomsnitt 2,77 mål per match och hade 28 nollor (match utan insläppt mål) på 430 grundspelsmatcher.
Han spelade också bland annat för Calgary Stampeders, Winnipeg Warriors och Portland Buckaroos i Western Hockey League (WHL) och Cleveland Barons, Pittsburgh Hornets och Buffalo Bisons i American Hockey League (AHL).
Rollins vann både Stanley Cup och Vézina Trophy för säsongen 1950–1951 och en Hart Trophy för säsongen 1953–1954.
Efter den aktiva spelarkarriären var han tränare bland annat för Salt Lake Golden Eagles (WHL), Phoenix Roadrunners (WHA) och Houston Apollos (CHL). Innan han blev tränare för Roadrunners arbetade han ett år som chef för deras spelarpersonal.